# Pallavolo Femminile Matera
O Pallavolo Femminile Matera, foi uma equipe italiana de voleibol feminino da comuna da italiana, província de homônima, região Basilicata.

## Histórico

### Fundação e ascensão imediata
O clube nasceu em 1976  cujo nome era "Polisportiva Libertas Materana" e as cores sociais  eram branco e azul claro. Após dois anos, em 1978-79, conseguiu obter seu primeiro feito histórico, ou seja, galgando na Série C2 e em 1980 promove-se a Série C1. Em 1982 ,  chega ao clube Salvatore Bagnale.Em 1983-84 terminou na sexta posição na Série B1 e no ano seguinte ascendeu à série A2 pela primeira vez em sua história, atraindo assim posteriormente grandes treinadores omo Ivan Seferind e Pierpaolo Damiani, mas sobretudo a romena Rodika Popa. Com essa ascensão imediata, competiu na temporada 1985-86 na Série A2, com ajuda de Nino Lamanna, Antonello Fatiguso e Notarangelo, aliados ao talento, a técnica e força da universal Popa finalizou na quinta posição na A2 na temporada 1986-87. La Popa era um jogador romeno. Era universal e muito forte em todos os fundamentos, e dois anos depois,  ou seja, o período de 1987-88, recebeu o patrocínio da "Landsystem", a equipa da Heracleia (Lucânia), com o uniforme rubro-negro, alcançou pela primeira vez a promoção a elite nacional (Série A1), fato que ocorreu precisamente em 12 de março de 1988 quando, no PalaEvangelisti, a equipe liderada pelo técnico Paolo Damiani venceram os anfitriões do Pallavolo Sirio Perugia e venceram dois jogos e por antecipação confirmaram tal promoção.
Na temporada de estreia na  Série A1, ocorreu a mudança definitiva das cores para verde e branco, com advento do novo patrocínio do Banca Popolare di Pescopagano,  trazendo a central Paola Franco, na altura uma grande promessa do voleibol e a grande ponteira Consuelo Mangifesta e com a chegada de jogadoras de nível internacional como a norte-americana Rita Crockett, que se tornou uma lenda do clube e teve sua filha Marita como mascote do time . De fato, Pescopagano Matera chegou às quartas de final dos play-offs onde, porém, foram eliminados pelo San Lazzaro . Na temporada seguinte, a de 1989-90, foi o segundo melhor time da fase regular,  chegando às semifinais e mantendo  esse ritmo de participação mínima nas quartas-de-final e estavam no elenco: Rudy Chudy, Consuelo Mangifesta, Nada Zrilić, Rita Crockett, Paola Franco e Svetlana Likolethova, com o comando do técnico era o grande Nino Beccari.

### Grandes resultados e Liga dos Campeões
Na temporada 1990-91,  obteve seu primeiro título internacional na Challenge Cup (na época Copa CEV), derrotando o Braglia Reggio Emilia  e  conquistou o bicampeonato  na edição de 1991-92, sendo o primeiro a conquistar esta façanha consecutivamente derrotando o Volley Modena, épocas que o elenco trazia  renomada Prikeba Phipps, as remanescentes Nada Zrilić , Paola Franco e Consuelo Mangifesta, a capitã Barbara Leoni e a a húngara Krisztina Fekete, trazendo  também a levantadora Anna Maria Marasi,  além da ponteira ítalo-brasileira, a canhota Giseli Gávio e Giorgio Barbieri como treinador, atingiram a marca de público total de quase dez mil torcedores, um verdadeiro recorde para o vôlei feminino na Itália.
Após estas brilhantes vitórias europeias, a temporada de 1991-92 trouxe ao Calia Salotti Matera  a derrota  de diferença para Imet Sirio Perugia, terminando em segundo na fase regular e novamente perdeu na Copa Itália para o Imet Sirio, e terminando na terceira posição, após vencer nas semifinais Teodora Ravenna. Na Liga A1 superou com facilidade Yoghi Ancona de Ana Paula de Tassis nas quartas de final,  depois, passou pelas semifinais e derrotou o Teodora Ravenna Gabriela Pérez del Solar  e disputou a final contra Imet Sirio Perugia, fazendo história sagrando-se campeão pela primeira vez.
Iniciou a temporada 1992-93 com novo patrocinador, o Latte Rugiada, embalado pela conquista da temporada anterior, contratando a peruana Gabriela Perez Del Solar, a  central Pina Di Fonzo, a universal e versátil Laura Campanale e a levantadora toscana Francesca Vannini e  Milena Mazzilli, renovando com Paola Franco, Keba Phipps, e o trio formado por Anna Maria Marasi, Giseli Gávio e Consuelo Mangifesta, além da permanência do técnico Giorgio Barbieri. O Latte Rugiada Matera participa pela primeira vez da Liga dos Campeões 1992-93. A primeira vitória caseira frente ao Isola Verde Modena confirmou as intenções do sexteto italiano e continua a colecionar triunfos também nas jornadas seguintes, ao vencer o Fulgor Fidenza da ex-Bárbara Leoni, na segunda jornada de campeonato, no tie-break.
Também no terceiro e quarto dia Matera confirmou seu papel de rolo compressor ao derrotar por 3 a 1 o Nausicaa Reggio Calabria , da brasileira  Ericieia Bodziak Filò e por 3 a 0 o Impresem Agrigento, que contava com as russas Yelena Chebukina e Irina Smirnova e a superioridade também diante de outros times.
PVF Latte Rugiada Matera fez sua estreia na 33ª edição da Liga dos Campeões de 1992-93, que começou com a fase eliminatória em 3 de outubro de 1992. O PVF iniciou sua marcha triunfal diretamente das oitavas de final em 5 de dezembro de 1992  e na ocasião enfrentaram na primeira mão a equipa campeã da Bulgária, o CSKA Sofia , que contava com famosas jogadoras Emilia Pachova, Neli Marinova e a oposta canhota Antonina Zetova para se classificar, os búlgaros haviam derrotado os gregos do Panathinaikos Atenas, campeões da Grécia na rodada anterior, enquanto o PVF Matera - de acordo com as regras da época - obteve acesso direto às oitavas de final, com um duplo 3 a 0 sobre as búlgaras, sendo a primeira partida em Matera, enquanto a segunda em Cutrofiano.
Nas quartas de final, o PVF Matera enfrentou a formidável equipe alemã USC Munster, que já havia se livrado do romeno Rapid Bucharest. A empresa alemã estava tão segura de passar que se inscreveu para organizar as quatro finais da competição em casa, na Alemanha. A levantadora Beate Bühler, amante do jogo rápido, orquestrou um time que incluía a jovem holandesa Erna Brinkman e a ponteira chinesa Teng Xiulan e outro destaque foi a central internacional alemã Karin Steyaert, com o técnico holandês Harry Brokking, era praticamente imbatível em casa, a primeira partida foi disputada para 2.000 espectadores no Palazzetto dello sport na Viale delle Nazioni em Matera em 20 de janeiro de 1993, mesmo com a dor no joelho de Keba Phipps, venceu o USC Munster por 3 a 0,  e aplicando na última parcial 15-0, já na partida na Alemanha, com um árbitro contra e com o tremendo público alemão, o PVF perdeu no tie-break,  mesmo assim avançou a grande final.A grande gestão do Matera, e em particular o talentoso e indomável treinador Michele Uva, conseguiu organizar a final four da Liga dos Campeões no Sul de Itália, em casa, em Santeramo in Colle. As 4 equipes presentes na final foram os russos de Uraločka Ekateninburg, Mladost Zagreb, a atual campeã Teodora Ravenna e obviamente PVF Matera.
Em 26 de fevereiro, foram disputadas duas partidas: PVF Matera contra o Teodora Ravenna, e Uraločka Yekateninburg contra o Mladost Zagreb. O Matera venceu o Ravenna por 3 a 2, depois de uma reviravolta estóica e uma partida muito acirrada com uma torcida emocionante que arrastou o time para a vitória, enquanto Uraločka venceu com facilidade o Mladost Zagreb por 3 a 0. Foi uma partida incrível, de tirar o fôlego, onde tudo e aconteceu o contrário, deixando os mais de 4.000 espectadores presentes em êxtase. Matera venceu o primeiro set, depois desapareceu no segundo e terceiro até 10-3 no quarto. De repente tudo mudou e o PVF encontrou forças que pareciam esgotadas, chegando à dramática vitória do quarto set por 17 a 15 e depois também do quinto com o mesmo placar. O público chorou e gritou como se o Matera já fosse campeão europeu.
Este resultado foi importante para o moral, mas acima de tudo para evitar as formidáveis russas de Uraločka nas semifinais, que caíram para a perdedora Teodora Ravenna. Entre as fileiras russas estavam as belas Gracheva, Artamonova e Menshova muito fortes, e Tichenko. A Teodora Ravenna, porém, venceu por 3 a 2 demonstrando que queria defender o título com todas as suas forças. Foi uma grande partida e em Santeramo estiveram em campo os melhores jogadores do mundo vistos recentemente nas Olimpíadas. Teodora tinha as fortíssimas Henriette Weersing e Caren Kemner.Enquanto isso, na outra semifinal, o PVF Matera venceu o Mladost Zagreb por 3 a 0, comandado por ninguém menos que Irina Kirillova, a melhor levantadora do mundo. Entre as croatas estavam a muito jovem Barbara Jelić, e a central Slavica Kuzmanic, que chegaria ao PVF Matera 6 anos depois. Em 28 de fevereiro, Matera e Ravenna disputaram a final da Copa dos Campeões de 1993.
Ravenna venceu o primeiro set, mas nas parciais seguintes o PVF assumiu a cadeira com atuação extraordinária da ex-jogadora Gaby Perez del Solar, da imensa de sempre Keba Phipps, de Paola Franco e Laura Campanale, de Anna Maria Marasi, de Consuelo Mangifesta e Giseli Gávio, verdadeiras impulsionadoras de uma equipe que acreditou no sucesso mesmo nos piores momentos e Giorgio Barbieri levou o time a conquistar o título nacional e a Liga dos Campeões após apenas 9 meses.Entre Matera, Consuelo Mangifesta foi premiada como melhor defesa, Gaby Perez del Solar como melhor bloqueio e Keba Phipps como melhor jogadora do torneio.O PVF Matera conquistou a primeira Copa dos Campeões de sua história por 3 a 1 após uma partida inesquecível disputada para 5.000 espectadores. Matera com esta vitória e com a participação de mais de 13.000 espectadores ao longo da final four tornou-se assim a nova capital do voleibol.

### Bicampeonato da Copa Itália
Na Copa da Itália com o desejo de resgatar a derrota sofrida no ano anterior na final para o Imet Perugia por apenas um ponto no tie-break, a revanche veio e aconteceu então na final do campeonato de 1992 obtendo seu primeiro campeonato em Perugia.Na primeira fase, os campeões italianos enfrentaram o Impresem Agrigento, na fase preliminar disputada em 23 de setembro de 1992 havia derrotado outra equipe siciliana que jogava na Série A2, o Almer Metra Giarratana em que jogava a forte russa Rita Okrachkova. Matera e Agrigento se enfrentaram no dia 14 de outubro de 1992 e o PVF venceu por 3 a 1. Essa rodada incluiu apenas uma partida. Matera passou assim à fase seguinte ao enfrentar as "primas" da Trani Blue Eagle de Ida Taurisano, Paola Capuano, Mirela Sesti, Rosa Ricci, Simona Mandelova, Sandra Cioppi e a ex-bandeira do PVF Nada Zrilić. Na quarta-feira, 10 de fevereiro de 1993, o PVF também superou esse obstáculo por 3 a 0. Em Matera a final four foi apresentada por Menabò Reggio Emilia (vitória contra Battistolli Lattebusche Vicenza), o forte Brummel Ancona de Cross-Battle, Sidorenko, Biamonte e De Tassis (vitória contra Rio Casamia Palermo) e a habitual Teodora Ravenna levou a melhor o Orion Sesto S. Giovanni de Nancy Celis e Tee Sanders.
A anunciada final Matera - Ravenna desta vez não foi disputada. Teodora chegou à final four testada pela derrota na Copa dos Campeões sofrida 20 dias antes na casa do PVF em Santeramo. Desde então sua crise se agravou tanto que poucos dias antes das quartas de final o PVF conquistou o campo de Ravenna com um claro 3 a 0 tendo os desencadeados Gavio e Mangifesta cada vez mais protagonistas. Ravenna, portanto, perdeu nas semifinais com a revelação do campeonato Brummel Ancona. Ana Paula de Tassis e Tara Cross-Battle arrastaram as Marchas que conseguiram vencer no tie-break. Matera, na onda de um entusiasmo incontrolável, superou o Menabò Reggio Emilia de Mila Kjosseva, Lori Pagliari e Alessandra Ramaglia na outra semifinal.Em 21 de março de 1993, o PVF Latte Rugiada Matera conquistou o segundo troféu de sua extraordinária temporada, a Copa Itália, apenas um mês após a vitória na Copa dos Campeões em Santeramo. A vitória contra o Ancona foi clara e sem história, diante de quase 3.000 espectadores com o prédio da Viale Delle Nations lotado em todas as ordens de assentos. Ravenna ainda terminou em quarto lugar, também derrotado por Menabò Reggio Emilia na final, e Ana Paula de Tassis, do Brummel Ancona, foi eleita a melhor jogadora do torneio. Ninguém jamais imaginaria que 7 anos depois ela também chegaria para disputar o glorioso PVF Matera, agora muito próximo de um Grand Slam histórico, venceu a primeira edição da Supercopa Europeia de 1993.

### Tríplice coroa
Foi lançado hoje, dia 22 de dezembro, o primeiro livro dedicado ao PVF MATERA, time que em apenas uma temporada conseguiu conquistar o Campeonato Italiano, a Copa da Itália e a Liga dos Campeões, ou seja, tudo o que havia para vencer. O livro publicado pela editora Extempora é obra de Claudio Amendolagine e Mario Giordano. É uma viagem narrativa e imagens inéditas dos “agudos” ao molho Matera.Disponível em todas as livrarias de Matera e Siena, a cidade dos dois autores, e online nos principais portais de livros online (Amazon, La Feltrinelli, Unilibro.it, Libreriauniversitaria.it).
A ideia deste livro partiu de dois jovens fãs Mario e Claudio que na época em que esta fantástica equipa de meninas que ascendeu ao trono do voleibol italiano e europeu na década de 1990, começando desde a cidade de Sassi, eram pouco mais que crianças. Cercadas pelo calor e paixão típicos do povo do Sul, as dez rainhas do Latte Rugiada Matera derrubaram previsões, riscaram certezas e desfizeram adversários. Ganhar tudo o que havia para ganhar: o Campeonato Italiano, a Copa Itália e a Liga dos Campeões. Para não perder esta riqueza de emoções, este misto de orgulho, nostalgia e apego a esse ano mágico, foi escrito este livro que servirá a todos para guardar a memória e alimentar a memória do “Grand Slam”. O livro é um presente para todos os fãs, para que aqueles contos de fadas ouvidos e vivenciados em primeira mão pelos autores nunca deixem de encantar. O prefácio foi editado pelo ex-prefeito da época Acito, pela filha do grande jornalista Matera Stefano Mele, pelo jornalista da Gazzetta del Mezzogiorno Gaetano Campione e pela ex-seleção e agora  dirigente e comentarista esportiva italiana  Consuelo Mangifesta, símbolo daquele time, que só com a camisa do Matera conquistou 4 Campeonatos Italianos, 3 Copas Itália e 2 Liga dos Campeões.
Posteriormente, sob a nova orientação técnica de Massimo Barbolini e destacando, ao lado das veteranas Mangifesta, Marasi e Phipps, as novas Vania Beccaria, Guendalina Buffon e Susanne Lahme , o Matera se confirmou como uma das equipes mais fortes da Europa ao vencer duas mais campeonatos consecutivos, duas Taças de Itália e a Liga dos Campeões da edição 1995-96 , vencendo os russos de Uraločka na final em Viena ; disputou também a final do mundial de clubes de 1994 no Brasil , que perdeu para os paulistas do Leite Moça. Em 1995, o treinador Barbolini também recebeu o Prêmio Luigi Razzoli como o melhor treinador da A1.

### A crise
No final dos anos 90, o caminho vitorioso de Matera foi entretanto interrompido pelo nascimento de novas realidades nacionais, em primeiro lugar a de Bérgamo , ou pela consolidação definitiva de outras, principalmente Sirio. Foi então a crise financeira que atingiu duramente a Parmalat que decretou o fim do apoio econômico e também da história do clube que, no final da temporada 1999-2000 , teve que ceder o título esportivo para Reggio Emilia e assim interromper a atividade: assim encerrou a história de um dos clubes mais fortes e bem-sucedidos do vôlei feminino italiano daqueles anos.Em 2012, o clube de Matera tentou reiniciar, mas jogou apenas na temporada 2012–13 antes de se separar novamente.

### Contribuições para a seleção nacional
De 1990 a 1995, Consuelo Mangifesta foi convocada para a seleção feminina de vôlei da Itália . De 1991 a 1994, Annamaria Marasi foi convocada para a seleção feminina de vôlei da Itália . Prikeba Phipps foi convocada para a seleção feminina de vôlei dos Estados Unidos de 1991 a 1995. Em 1996 , Anna Vania Mello foi convocada para a seleção feminina de vôlei sub-19 da Itália . Em 1997 , Anna Vania Mello foi convocada para a Seleção Feminina de Voleibol Sub-20 da Itália . De 1998 a 2000 Anna Vania Mello ela foi convocada para a seleção feminina de vôlei da Itália . De 1996 a 2000, Stefania Paccagnella foi convocada para a seleção feminina de vôlei da Itália . De 1992 a 1993 , Gabriela Pérez del Solar foi convocada para a seleção feminina de vôlei do Peru . De 1997 a 2000, Carmen Țurlea foi convocada para a seleção feminina de vôlei da Romênia De recordar ainda que as duas centrais piemontesas Paola Franco e Cinzia Perona também fizeram parte da digressão da seleção principal , bem como a levantadora florentina Francesca Vannini. A Camisa aposentada: Nº 7 da Consuelo Mangifesta (1988-1998).

## Títulos

### Campeonatos internacionais
Mundial de Clubes
- Vice-campeão: 1994

 Liga dos Campeões
- Campeão: 1992-93, 1995-96

- Terceiro lugar:1993-94,1996-97

 Taça CEV
 Taça Challenge
- Campeão: 1990-91, 1991-92

 Supercopa da Europa
- Campeão: 1993,

### Campeonatos nacionais
Campeonato Italiano
- Campeão: 1991-92, 1992-93, 1993-94
- Terceiro lugar: 1989-90,

 Copa Itália
- Campeão: 1992-93, 1993-94, 1994-95